# Szemfog

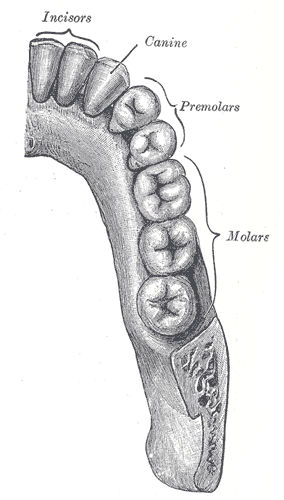
Az ember alsó állkapcsának jobb oldala. Incisors = metszőfogak, Canine = szemfog, Premolars = előzápfogak, Molars = zápfogak

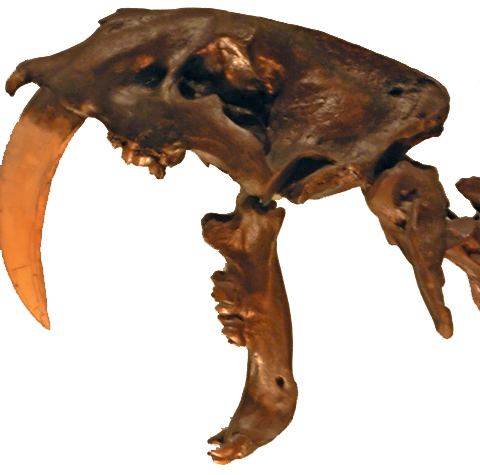
A kardfogú macskának hosszú szemfoga volt

A szemfog az emlősök differenciált fogképletének része, kizárólag erre a gerinces osztályra jellemző. A metszőfogak és az előzápfogak között helyezkedik el az alsó és a felső állkapocsban egyaránt. Növényevők és ragadozók között is megtalálható, egyes rendekben teljesen eltűnt, mint például a foghíjasok és páratlanujjú patások egy részénél (például ló).
A szemfog egygyökerű, kúpos formájú, legtöbbször hegyes. Az embernél lehet kissé ellaposodó, és sokszor nem emelkedik ki a többi fog közül. Gyakori a nemi kétalakúság (ivari dimorfizmus), ha ez megjelenik, akkor általában a hímeké nagyobb és erőteljesebb. A főemlősöknél is a hímeknek nagyobb szemfoguk van mint a nőstényeknek.
A szemfog sok állatnál meghatározó jelentőségű a küllem tekintetében, mint például a rozmár, vaddisznó. A közhiedelemmel ellentétben az elefántok esetében nem a szemfog, hanem a metszőfogak nyúltak meg.
A szemfog az evolúció során először a ragadozó emlősszerű hüllőknél jelent meg. Szerepe valószínűleg a zsákmány megragadásában volt.
Minden idők legnagyobb szemfoga a kardfogú macskáknak volt.